# Venus as a Boy
«Venus As A Boy» es una canción de Björk, lanzada como segundo sencillo de su primer álbum en solitario Debut. Habla sobre un amante de la protagonista de la canción, sobre su carácter, su apariencia, y de que actúa buscando la belleza, quien es tan extraordinariamente hábil en las artes sexuales que pareciera que se trata de la propia diosa Venus (diosa del amor, madre de Cupido) encarnada en un chico, es decir, Venus en un chico (Venus as a boy).
La canción aparece en una escena de la película Léon (1994).

## Historia y grabación
Es una de las últimas canciones que escribe para el álbum y lo hace pensando en el que era su novio en la época, Dom T. Debido a que quería que sonase como una película india colabora junto a ella Talvin Singh y se graba en Bombay.
La canción habla de la belleza:

«No una belleza superficial, sino una belleza que puede descifrarse en el simple hecho de limpiarse los dientes, o hablar con alguien. Todo eso me es extraño, tengo la costumbre de tomar las cosas desde el punto de vista de la belleza»
Björk,home.swipnet.se/

## Videoclip
En el vídeo, dirigido por Sophie Muller, Björk aparece en una cocina sencilla disponiéndose a preparar lo que parece ser un desayuno, levantando y contemplando los huevos de la canastilla antes de hacerlo. Enciende la estufa y coloca un sartén, en el que derrite mantequilla, pero mientras la cocinera esta en su mundo de ensueño levantando los huevos, el ingrediente se quema. La protagonista se apresura a apagar la estufa y retirar el sartén humeante, mientras esta estupefacta, para luego de colocar otra limpia pero esta vez con aceite. Después de que la cámara muestra escenas contradictorias de un huevo quemado y enseguida otra del huevo bien cocinado, Björk parece lograr su cometido de preparar un huevo estrellado, no sin antes haber mostrado un poco de confusión. La protagonista entonces coge un lagarto que tiene como mascota, lo acaricia y después de una sesión de cocina tan peculiar, aparece rodeada de destellos. Finalmente, la cantante sale con el desayuno de la escena y el filme acaba.

## Lista de canciones
UK CD1

1. «Venus As A Boy» (Edit) - 4:05
2. «Venus As A Boy» (Mykaell Riley Mix) - 4:51
3. «There's More To Life Than This (Non Toilet)» - 3:47
4. «Violently Happy» (Domestic Mix) - 5:17

UK CD2

1. «Venus As A Boy» (7" Dream Mix) - 4:02
2. «Stigdu Mig» - 1:53
3. «Anchor Song» (Black Dog Mix) - 4:48
4. «I Remember You» - 4:13

UK Vinilo 7"

Cara A
1. «Venus As A Boy» (Edit)

Cara B
1. «Venus As A Boy» (7" Dream Mix)

GER CD
1. «Venus As A Boy» (Edit) - 4:07
2. «Venus As A Boy» (Mykaell Riley Mix) - 4:50
3. «There's More To Life Than This (Non Toilet)» - 3:47
4. «Violently Happy» (Domestic Mix) - 5:16

EE.UU. CD

1. «Venus As A Boy» (Edited LP Version) - 4:04
2. «Stigdu Mig» - 1:50
3. «Human Behaviour» (The Underworld Mix) - 12:03
4. «There's More To Life Than This» (Non Toilet Mix) - 3:44
5. «Venus As A Boy» (Anglo American Extension) - 5:05
6. «I Remember You» - 4:12

EE.UU. CD Promo

1. «Venus As A Boy» (7" American Dream Mix) - 3:59
2. «Venus As A Boy» (Edited LP Version) - 4:02

JPN CD

1. «Venus As A Boy» (Edit) - 4:06
2. «Venus As A Boy» (Mykaell Riley Mix) - 4:50
3. «There's More To Life Than This» (Non Toilet) - 3:47
4. «Violently Happy» (Domestic Mix) - 5:16